# Laura Dahlmeier
Laura Dahlmeier (* 22. August 1993 in Garmisch-Partenkirchen; † 28. Juli 2025 am Laila Peak, Karakorum-Gebirge, Pakistan) war eine deutsche Biathletin, die nach ihrem Karriereende als Bergläuferin und Bergsteigerin aktiv war. Sie gewann sieben Gold-, drei Silber- und fünf Bronzemedaillen bei Biathlon-Weltmeisterschaften, 20 Weltcuprennen und den Gesamtweltcup der Saison 2016/17. Bei den Olympischen Winterspielen 2018 in Pyeongchang gewann sie das Sprint- und das Verfolgungsrennen sowie die Bronzemedaille im Einzelwettkampf. Dahlmeier starb im Alter von 31 Jahren bei einem durch Steinschlag verursachten Bergunfall.

## Privatleben
Dahlmeier lebte in Garmisch-Partenkirchen. Sie war die Tochter von Susi (geborene Buchwieser) und Andreas Dahlmeier. Ihre Mutter war Anfang der 1990er-Jahre ebenso wie deren Schwester Regina Stiefl Mountainbikefahrerin und errang mehrere nationale und internationale Titel. Ihr Vater war Alpinist und Skisportler.
Am 1. August 2011 wurde Dahlmeier in das Zoll-Ski-Team aufgenommen. Sie schloss eine Ausbildung zur Zollwachtmeisterin ab. Nach ihrem Rücktritt vom Biathlon wurde sie im August 2018 im Dienstgrad Zolloberwachtmeisterin aus dem Zolldienst verabschiedet. Ab 2019 studierte sie Sportwissenschaften an der Technischen Universität München. Am 18. Oktober 2019 wurde ihr Kinderbuch Die Klimagang: Laura Dahlmeier und Freunde im Einsatz für die Natur auf der Frankfurter Buchmesse vorgestellt.
Dahlmeier war eine passionierte und erfahrene Bergsteigerin. Ehrenamtlich war sie in der Bergwacht Garmisch-Partenkirchen aktiv. Ab 2023 arbeitete sie auch als Berg- und Skiführerin.

## Sportliche Karriere

### Anfänge
Laura Dahlmeier versuchte sich erstmals als Siebenjährige im Biathlonsport. Sie hatte zunächst auch Wettkämpfe im alpinen Skirennsport bestritten, bevor sie sich nach zwei Jahren für Biathlon entschied. Im Alter von 17 Jahren erzielte sie in der Saison 2010/11 einige Erfolge. So machte sie im Deutschlandpokal mit zwei ersten und zwei zweiten Plätzen auf sich aufmerksam. Bei ihren ersten Juniorenweltmeisterschaften 2011 gewann sie zudem durch ihre dritten Plätze in Verfolgung und Staffel zwei Medaillen. Beim kurz darauf im tschechischen Liberec ausgetragenen Europäischen Olympischen Jugendfestival siegte sie in allen drei Rennen (Sprint, Einzel und Mixed-Staffel).
Im folgenden Jahr verpasste Dahlmeier bei den Juniorenweltmeisterschaften im finnischen Kontiolahti Top-Ten-Ergebnisse in den Einzelwettbewerben. In der Staffel erreichte sie zusammen mit Franziska Preuß und Julia Bartolmäs den sechsten Platz. Hingegen erreichte sie im Deutschlandpokal vier erste Plätze. Zusammen mit zwei weiteren dritten Plätzen entschied sie auch die Gesamtwertung des Deutschlandpokals in ihrer Altersklasse für sich.

### Debüt im Weltcup und erste Olympische Spiele (2013 und 2014)
Durch ihre guten Leistungen im Deutschlandpokal wurde Dahlmeier Anfang Januar 2013 vom Deutschen Skiverband für die Juniorenweltmeisterschaften in Obertilliach nominiert. Zum Auftakt siegte sie im Sprint. Bei der anschließenden Verfolgung erreichte sie mit Platz zwei das Podest und sicherte sich weitere Titel beim Einzelrennen und in der Staffel. Mit insgesamt drei Gold- und einer Silbermedaille wurde sie erfolgreichste Teilnehmerin bei den Juniorinnen. Aufgrund der starken Leistungen nominierte der Deutsche Skiverband sie auch für die Weltmeisterschaften, die eine Woche später in Nové Město stattfanden. Dort wurde sie anstelle von Nadine Horchler für die Damenstaffel aufgestellt und erreichte gemeinsam mit Franziska Hildebrand, Miriam Gössner und Andrea Henkel den fünften Rang. Bei ihrem Debüt im Weltcup und gleichzeitig bei Weltmeisterschaften absolvierte sie ihre Runde ohne Schießfehler und mit der drittbesten Laufzeit und übergab in Führung liegend an die Schlussläuferin Henkel.
Beim folgenden Biathlon-Weltcup 2012/13 in Oslo bestritt sie ihr erstes Einzelrennen und belegte im Sprint den siebten Platz. Im anschließenden Verfolgungsrennen wurde sie Zehnte. Mit diesen Resultaten qualifizierte sie sich für den Massenstart, in dem sie auf dem 27. Platz landete. Im Sprint von Sotschi wiederholte sie ihr gutes Resultat von Oslo und erreichte hinter ihrer Teamkollegin Evi Sachenbacher-Stehle den siebten Rang. Einen Tag später gewann sie am 10. März bei ihrem zweiten Staffeleinsatz als Schlussläuferin der deutschen Staffel mit Andrea Henkel, Evi Sachenbacher-Stehle und Miriam Gössner durch zwei fehlerfreie Schießeinlagen und eine überragende Schlussrunde erstmals im Biathlonweltcup.
Am 15. Dezember 2013 erreichte sie mit dem fünften Platz in der Verfolgung von Annecy-Le Grand-Bornand ihr bislang bestes Weltcupresultat in einem Einzelrennen. Am 28. Dezember 2013 gewann sie, zusammen mit Florian Graf, die World Team Challenge in der Veltins-Arena in Gelsenkirchen.
Im Februar 2014 nahm sie an den Biathlon-Wettbewerben der XXII. Olympischen Winterspiele in Sotschi teil.

### Erste Weltmeisterschaftstitel (2015 und 2016)
Wegen der bei einem Bergunfall im August 2014 erlittenen Verletzungen (siehe Abschnitt „Alpinismus“) und des damit verbundenen Trainingsrückstandes verpasste Dahlmeier den Weltcup-Auftakt der Saison 2014/15 in Östersund und den zweiten Weltcup in Hochfilzen. Zum dritten Weltcup in Pokljuka kehrte Dahlmeier in den Weltcup zurück und erreichte, als beste Deutsche, den neunten Rang. Beim Sprintrennen in Antholz belegte Dahlmeier den dritten Platz und holte damit ihre erste Podiumsplatzierung im Weltcup.
Am 7. Februar 2015 gelang Dahlmeier im Sprintrennen von Nové Město der erste Einzel-Weltcupsieg ihrer Karriere, eine Sekunde vor Franziska Hildebrand, die ihren ersten Podestplatz feiern durfte. In der Generalprobe zu den Weltmeisterschaften bestätigte sie im Sprint von Oslo mit dem zweiten Platz ihre gute Form. Bei den Weltmeisterschaften in Kontiolahti erreichte sie im Sprintrennen trotz drei Schießfehlern dank Laufbestzeit aller Starterinnen den vierten Platz. In der anschließenden Verfolgung gewann sie mit Silber ihre erste WM-Medaille. Im Einzelrennen kam sie mit zwei Fehlern auf den sechsten Rang und wurde mit der Damenstaffel erstmals Weltmeister. Beim letzten Rennen der Saison in Chanty-Mansijsk feierte sie ihren zweiten Weltcuperfolg. Sie platzierte sich am Ende der Saison auf dem achten Rang der Gesamtwertung, obwohl sie an acht der 25 Rennen nicht teilgenommen hatte. Mit zwei Ausnahmen beendete sie alle Rennen innerhalb der besten Zehn, sie stand achtmal auf dem Podium.

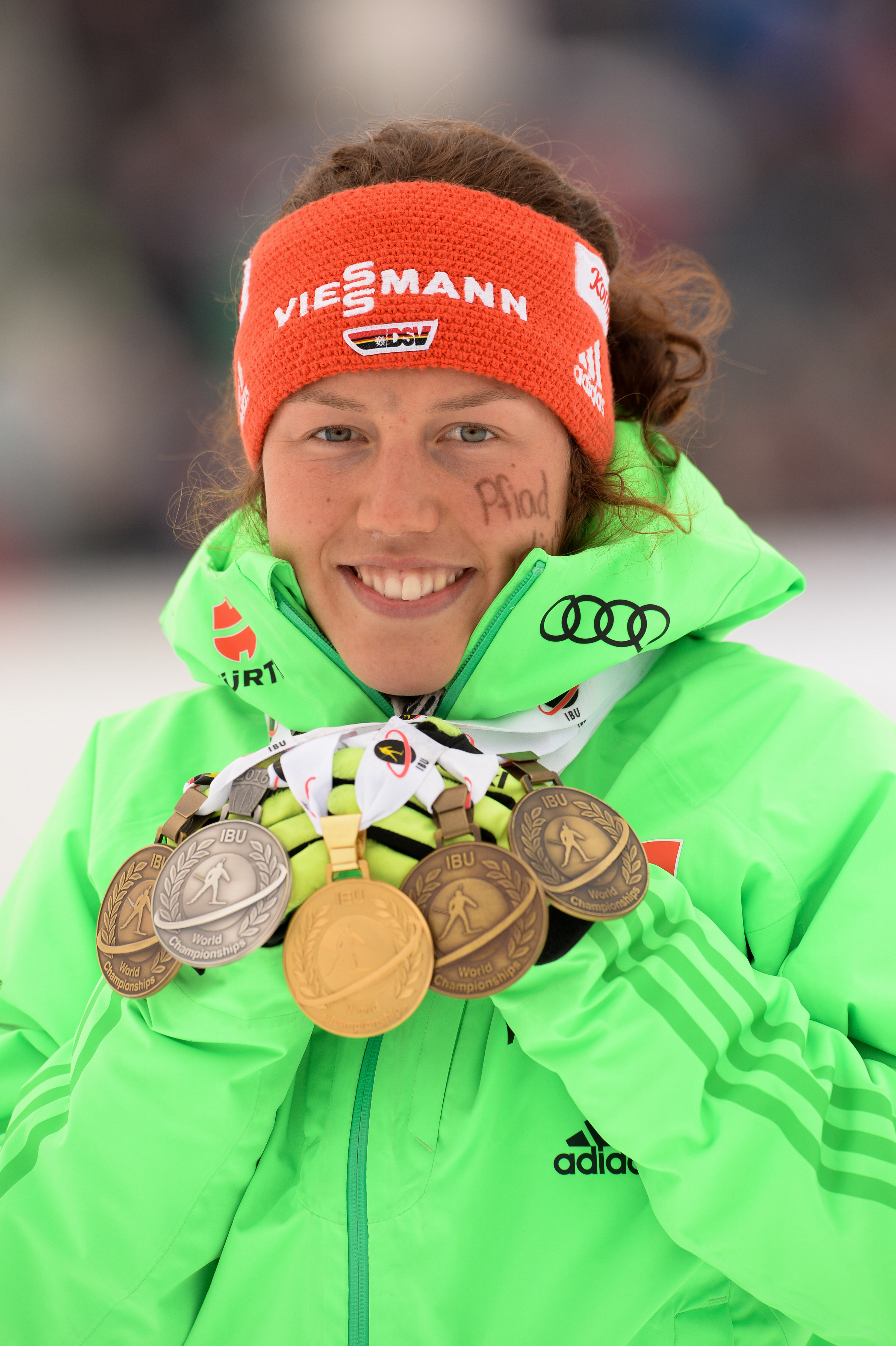
Dahlmeier mit den Medaillen der Weltmeisterschaften in Oslo 2016

Im November 2015 erkrankte Dahlmeier und konnte deshalb nicht am ersten Weltcup der Saison 2015/16 im schwedischen Östersund teilnehmen. In ihrem ersten Rennen, dem Sprint in Hochfilzen im Dezember, erfüllte sie mit dem sechsten Rang die internen Qualifikationskriterien des DSV für eine Teilnahme an den Weltmeisterschaften und errang bei der anschließenden Verfolgung ihren dritten Weltcupsieg in einem Einzelrennen. Für die Staffel wurde sie nicht nominiert. Es folgten drei erste, ein zweiter und ein dritter Platz bei den Rennen in Pokljuka und Ruhpolding. Ebenfalls in Ruhpolding brachte sie die deutsche Staffel als Schlussläuferin auf dem zweiten Platz ins Ziel. Karolin Horchler, die sich bereits auf dem Weg zu einem Rennen im Rahmen des IBU-Cups befand, wurde nach Ruhpolding zurückbeordert, um die erkrankte Vanessa Hinz zu ersetzen, eröffnete das Rennen und übergab auf Rang fünf mit 22 Sekunden Rückstand auf Miriam Gössner, die mit 2 Strafrunden erst als elfte mit fast 2 Minuten Rückstand Maren Hammerschmidt ins Rennen schickte. Diese lief die Staffel mit einer beherzten Leistung in der Loipe und am Schießstand zurück auf den zweiten Platz und übergab mit einem Rückstand von 27,7 Sekunden an Laura Dahlmeier. Dahlmeier war in der Lage, die Lücke auf die Führende Olena Pidhruschna zu schließen, musste sich jedoch kurz vor der Zielgeraden der Ukrainerin geschlagen geben. Diese nutzte als Führende ihren taktischen Vorteil und ließ Dahlmeier nur die Möglichkeit, im Neuschnee auf eine andere Spur zu wechseln. Sie beendete das Rennen mit nur 1,2 Sekunden Rückstand auf Pidruschna, die vom heimischen Publikum in Ruhpolding ausgepfiffen wurde. Nach der zweiten Weltcupwoche in Ruhpolding musste Dahlmeier aufgrund eines Infekts ihre Starts im italienischen Antholz absagen. Im kanadischen Canmore nahm sie aus Rücksicht auf ihre Gesundheit nur an den Einzelrennen teil, die Mixed-Staffel gewannen Franziska Hildebrand, Franziska Preuß, Arnd Peiffer und Simon Schempp. Wie auch Hildebrand startete sie nicht in Presque Isle, sondern reiste von Kanada direkt nach Hause, um sich in Ruhe auf die Weltmeisterschaften vorzubereiten. Am Holmenkollen starteten erneut Preuß, Hildebrand, Peiffer und Schempp und gewannen gemeinsam die Silbermedaille. Dahlmeier bestritt jedoch alle Einzelrennen und beendete jedes Rennen auf dem Podium. Neben der Bronzemedaille in der Staffel – gemeinsam mit Franziska Preuß, Franziska Hildebrand und Maren Hammerschmidt – gewann sie Gold in der Verfolgung, Silber im Massenstart und jeweils Bronze im Sprint und im Einzelrennen. Im Gesamtweltcup belegte sie den sechsten Rang direkt hinter ihrer Teamkameradin Hildebrand, die jedoch mehr Rennen als Dahlmeier bestritten hatte.

### Gesamtweltcupsiegerin und mehrfache Weltmeisterin (2016 und 2017)
Am 30. November 2016 siegte Dahlmeier im ersten Einzelrennen der neuen Saison und übernahm als erste Deutsche nach Magdalena Neuner das gelbe Trikot. Sie behielt es, bis sie zwei Rennen in Oberhof aussetzte und Gabriela Koukalová zeitweise die Führung übernahm. Schon vor den Weltmeisterschaften hatte Dahlmeier die Führung im Gesamtweltcup zurückerobert. Bei den Weltmeisterschaften gewann Dahlmeier in jedem Rennen eine Medaille, insgesamt fünf Goldmedaillen und eine Silbermedaille. Seitdem die Mixed-Staffel zum Programm der Weltmeisterschaften gehört, war dies nur der Norwegerin Tora Berger 2013 in Nové Město (4 × Gold, 2 × Silber) sowie der Französin Marie Dorin-Habert 2016 in Oslo (3 × Gold, 2 × Silber, 1 × Bronze) gelungen.
Dahlmeier war damit die erfolgreichste Teilnehmerin in einem Biathlon-Weltmeisterschaftsjahr überhaupt. Dieser Rekord wurde bei den Weltmeisterschaften 2020 in Antholz von Marte Olsbu Røiseland nach der Einführung der Single-Mixed-Staffel um eine Medaille übertroffen (5 × Gold, 2 × Bronze), inzwischen gab es sieben Disziplinen, in denen bei Biathlon-Weltmeisterschaften gelaufen wurde. Saisonübergreifend gewann sie im elften WM-Rennen nacheinander eine Medaille, was vor ihr noch keiner anderen Biathletin gelang. Mit dem Sieg im Einzelrennen bei den Biathlon-Weltmeisterschaften gewann sie ihre erste „Kristallkugel“, die Trophäe für die Weltcupwertung des Einzelwettkampfs. Dahlmeier hatte alle Einzelrennen des Winters gewonnen und führte am Ende die Wertung mit 77 Punkten Vorsprung auf ihre Mannschaftskameradin Vanessa Hinz an. Mit dem Sieg im Verfolgungsrennen von Kontiolahti sicherte sich Laura Dahlmeier vorzeitig den Sieg des Gesamtweltcups und war damit seit Magdalena Neuner im Jahr 2012 die erste Deutsche, die diese Wertung gewann. Zudem gewann Dahlmeier die kleine Kristallkugel in der Verfolgungswertung.

### Olympische Goldmedaillen

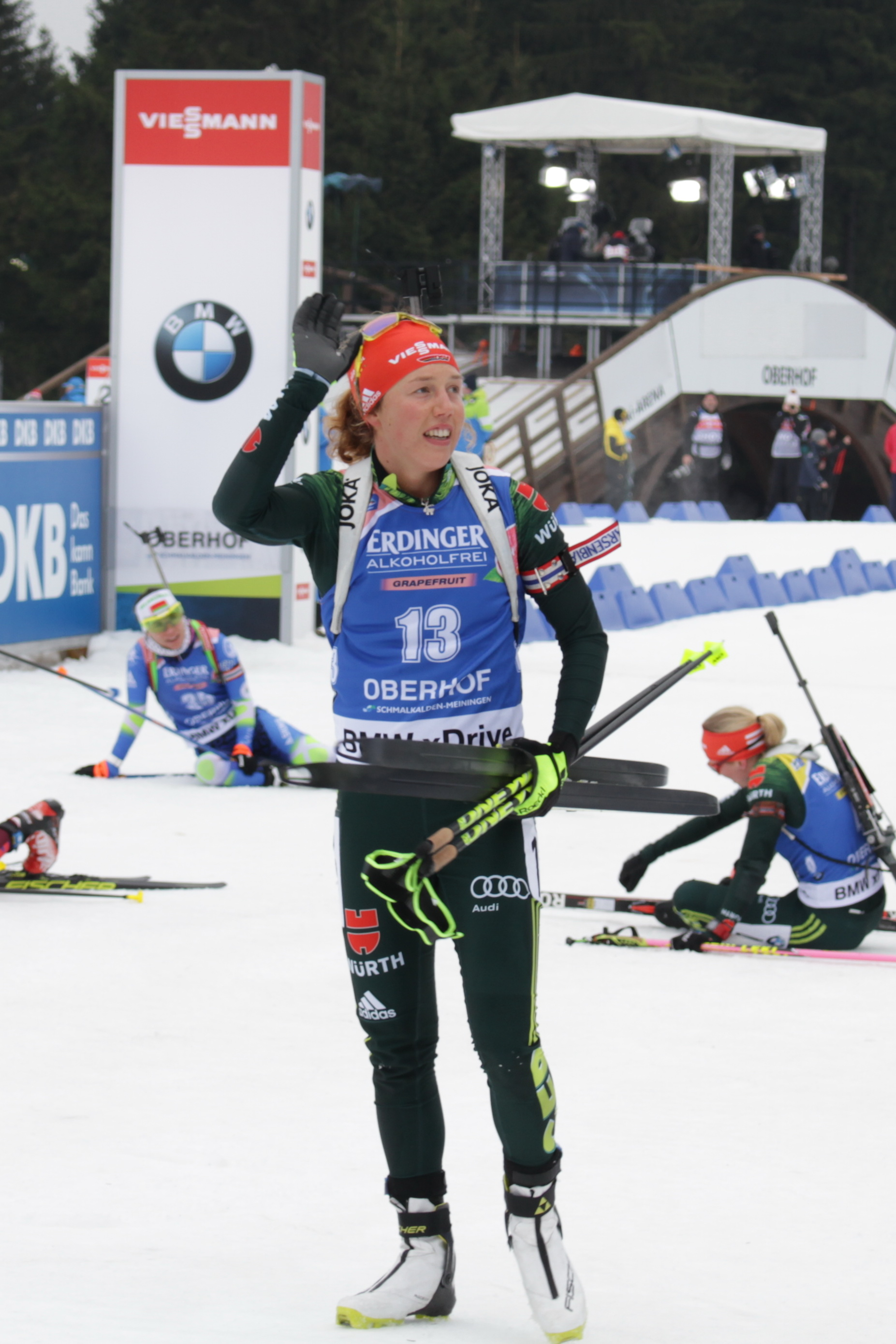
Laura Dahlmeier in Oberhof (2018)

Zur Saison 2017/18 ließ Dahlmeier den ersten Weltcuport in Östersund aufgrund eines Infektes, nach einer eigentlich krankheitsfreien Vorbereitung, aus und stieg erst in Hochfilzen in die Weltcupsaison ein. Mit zwei Fehlern im Sprint kam sie auf Platz 16 ins Ziel und erreichte Platz 11 im Verfolgungsrennen. Mit aufsteigender Laufform gelang es Dahlmeier die Staffel in Hochfilzen als Schlussläuferin zum Sieg zu führen. In Annecy-Le Grand-Bornand zeigte sie mit drei Podestplätzen, darunter dem Sieg in der Verfolgung, dass mit ihr auch in dieser Saison zu rechnen war. Allerdings erkrankte Laura Dahlmeier in der Weihnachtspause erneut und konnte wieder nicht trainieren. Trotzdem bestritt sie die Einzelrennen in Oberhof. Eine aufsteigende Form stellte sie anschließend mit zweiten Plätzen im Massenstart von Ruhpolding und Sprint von Antholz unter Beweis. Der zweite Saisonsieg gelang ihr in der Verfolgung in Antholz.
Bei den Olympischen Winterspielen 2018 in Pyeongchang gewann Dahlmeier im ersten Rennen der Wettkämpfe, dem Sprint über 7,5 km, ohne Schießfehler die Goldmedaille und erfüllte sich damit einen Kindheitstraum. Zwei Tage später gewann sie mit nur einem Schießfehler auch das Verfolgungsrennen. Damit ist Dahlmeier die erste Biathletin, die bei Olympischen Spielen in beiden aufeinander folgenden Wettbewerben siegreich war. Es folgte die Bronzemedaille im Einzelwettkampf, im Massenstart belegte sie Rang 16. Im restlichen Biathlon-Winter zeigte Dahlmeier weiterhin gute Leistungen und einige Top-Ten-Platzierungen. Mit dem dritten Platz in der Verfolgung in Tjumen beendete sie die Saison als Vierte im Gesamtweltcup.
Aufgrund einiger Verletzungen und Krankheiten startete Dahlmeier nach einer Trainingspause auch in die Saison 2018/19 verspätet. Ihr erstes Rennen bestritt sie im IBU-Cup in Ridnaun, wo sie mit Roman Rees in der Single-Mixed-Staffel Zweite wurde. Am darauffolgenden Wochenende kehrte sie in Nové Město in den Weltcup zurück und überzeugte mit dem zweiten Platz im Sprint und dem fünften Platz in der Verfolgung. Den abschließenden Massenstart und den Weltcup in Oberhof ließ Dahlmeier aus gesundheitlichen Gründen aus. Im folgenden Weltcup in Ruhpolding erreichte sie, nach dem neunten Platz im Sprint, im Massenstart mit sechs Schießfehlern den letzten Platz. In Antholz zeigte sie sich erneut stark und holte nach dem vierten Platz im Sprint und dem zweiten Rang in der Verfolgung den ersten Saisonsieg im Massenstart. Im kanadischen Canmore wurde sie im verkürzten Einzel Neunte und fuhr im Staffelwettbewerb den ersten Erfolg des Jahres in der Staffel zusammen mit Vanessa Hinz, Franziska Hildebrand und Denise Herrmann trotz einer Strafrunde ein. Den zweiten Weltcup auf amerikanischem Boden in Soldier Hollow ließ sie wie drei Jahre zuvor aus, um einen zusätzlichen Trainingsblock für die WM einzulegen. Bei den Weltmeisterschaften in Östersund nahm sie aufgrund einer fiebrigen Erkältung nicht an der Mixed-Staffel teil. Tags drauf gewann sie dank eines fehlerfreien Schießens im Sprint die Bronzemedaille. In der Verfolgung einen Tag später gewann sie mit nur einem Schießfehler ebenfalls Bronze und sicherte sich somit ihre dreizehnte Weltmeisterschaftsmedaille in Folge.
Am 17. Mai 2019 erklärte sie das Ende ihrer Laufbahn im Biathlon. Nach einer extrem schwierigen letzten Saison, in welcher sie viele Rennen aufgrund von Krankheiten aussetzen musste, verspürte sie nicht mehr die Motivation, alles für den Leistungssport zu geben, in welchem sie schon alles gewonnen hatte.

### Berglauf
Zusätzlich zu ihren Starts im Biathlon nahm Laura Dahlmeier auch an Bergläufen teil und setzte dieses Engagement auch nach dem Rücktritt als aktive Biathletin fort. Auch in dieser Sportart erzielte sie gute Ergebnisse, u. a. stellte sie am 31. August 2019 beim 11. Karwendellauf einen neuen Streckenrekord auf. Anfang Oktober wurde sie daraufhin vom DLV neben Stefanie Doll, Moritz auf der Heide, Benedikt Hoffmann und Florian Reichert für die Langstrecken-Weltmeisterschaft im Berglauf nominiert. Hierfür qualifizierte sie sich offiziell nach den Nominierungsrichtlinien des DLV beim Basetrail XL im Rahmen des Zugspitz-Ultratrail. Laura Dahlmeier erreichte das Ziel der Berglauf-WM nach dem Ausfall von Stefanie Doll als einzige deutsche Frau eine halbe Stunde hinter der Siegerin Cristina Simion aus Rumänien auf dem 27. Platz von insgesamt 75 Läuferinnen.

## Alpinismus
Schon als Kind wurde Dahlmeier von ihrem Vater zum Klettern und auf Bergtouren mitgenommen. Von ihm lernte sie die alpinistischen Grundkenntnisse. Auch während ihrer aktiven Biathlonzeit war sie bergsteigerisch unterwegs. Im August 2014 stürzte sie beim Klettern im Zugspitzmassiv und zog sich einen Bänderriss am rechten Sprunggelenk sowie eine Knochenprellung am Knöchel zu. Im Jahr 2015 kletterte sie bis zum UIAA Schwierigkeitsgrad IX. Im selben Jahr kletterte sie beispielsweise über die bekannte Salathé-Route mit dem Ausstieg des Freeriders durch die 1000 m hohe Granitwand des El Capitan im Yosemite-Nationalpark.
Im Sommer 2017 bestieg sie mit Kathi Bickel in der peruanischen Cordillera Blanca unter anderem den Alpamayo (5947 m) über die Südwest-Flanke, die bis zu 80° steile Eispassagen aufweist.
2019 bestieg sie den höchsten Berg des Irans, den Damawand. Im selben Jahr gelang ihr auch die Amerikanische Direkte, eine 1100 m hohe Granitwand in der Westwand des Petit Dru in der Mont-Blanc-Gruppe (Gary Hemming und Royal Robbins von 1962).
2020 stand Dahlmeier auf dem Mont Blanc, nachdem sie den längsten Grat der Alpen überklettert hatte, den mit Rauf und Runter 4500 Höhenmeter aufweisenden gesamten Peutereygrat. Der Grat beginnt mit dem Südgrat der Aiguille Noire de Peuterey, gefolgt von einem schwierigen Abseilen über dessen 450 m hohe Nordkante, und setzt sich dann fort unter Umgehung der Dames Anglaises in Richtung Aiguille Blanche de Peuterey. Von dort geht es weiter den Grat entlang bis hinunter zum Col de Peuterey und wieder hinauf über den Grand Pilier d’Angle zum Mont Blanc de Courmayeur. Von dort geht es auf den Hauptgipfel des Mont Blanc.
Die Besteigung des Mont Blanc über den Brouillard Pfeiler mit den Huberbuam (2021) wurde in einem Video festgehalten. Der Pfeiler liegt auf der Südseite des Mont Blanc und ist nur schwer zugänglich. Der obere Teil der 800 m hohen, 1963 von Chris Bonington erstbegangenen Route ist für seine Brüchigkeit bekannt. Dies und das Fehlen jeglicher fixer Sicherungen macht die Begehung dieser Route zu einem ernsthaften Unternehmen.
2023 wurde Dahlmeier staatlich geprüfte Berg- und Skiführerin. Im selben Jahr gelang ihr die Besteigung des Pik Freiheit (7105 m) im tadschikischen Pamir.
Im Jahr 2024 bestieg Laura Dahlmeier nur in Begleitung eines Kameramanns in drei Tagen die 6814 m hohe Ama Dablam in Nepal. Der Berg gilt als einer der schönsten Gipfel des Landes. Nach zwei Tagen Pause im Basislager wiederholte sie den Aufstieg und erreichte nach 8 Stunden und 24 Minuten den Gipfel. Nach 12 Stunden, 1 Minute und 11 Sekunden stand sie wieder im Basislager. Dies war die schnellste bekannte Besteigung der Ama Dablam durch eine Frau.

## Tödlicher Bergunfall
Seit Ende Juni 2025 hielt sich Laura Dahlmeier im Karakorum-Gebirge in Pakistan auf. Am 28. Juli 2025 war sie gegen Mittag im alpinen Stil zusammen mit ihrer Seilpartnerin Marina Krauss beim Abstieg vom Laila Peak im Hushe-Tal, als sie in einer Höhe von etwa 5700 Metern von Steinschlag getroffen wurde, der sie tödlich verletzte. Am 30. Juli 2025 gab Dahlmeiers Management ihren Tod bekannt. Wegen des hohen Risikos für die Helfer hatte Dahlmeier zuvor für diesen Fall verfügt, dass ihr Leichnam nicht geborgen werden solle. Verunglückte nicht zu bergen kann wegen schwer zugänglichen Geländes oder aufgrund widriger Wetterbedingungen vorkommen.

## Auszeichnungen
- 2011 wurde Laura Dahlmeier von den Europäischen Olympischen Komitees auf dem zweiten Rang beim Piotr-Nurowski-Preis für den besten Nachwuchssportler ausgezeichnet.
- Im Jahr 2013 erhielt Dahlmeier den WinterStar des Bayerischen Fernsehens in der Kategorie Perspektive[40] und den Bayerischen Sportpreis als Herausragende Nachwuchssportlerin.[41]
- Im Oktober wurde Dahlmeier für ihre Erfolge bei den Juniorenweltmeisterschaften und im Weltcup zur Juniorsportlerin des Jahres 2013 gewählt.[42]
- Während des Weltcups in Hochfilzen wurde sie am 7. Dezember 2013 von der IBU als beste Nachwuchsbiathletin der vergangenen Saison ausgezeichnet.[43]
- 2015 erhielt sie gemeinsam mit Franziska Hildebrand, Franziska Preuß und Vanessa Hinz – in der Besetzung der Weltmeisterstaffel – den Bayerischen Sportpreis in der Kategorie „Botschafter des bayerischen Sports“.
- Im Juli 2017 wurde Dahlmeier erneut mit dem Bayerischen Sportpreis ausgezeichnet.
- Im Oktober 2017 wurde Dahlmeier aufgrund ihrer Leistungen in der vergangenen Saison vom DSV als „Skisportlerin des Jahres 2017“ ausgezeichnet.
- Im Dezember 2017 wurde die damals 24-Jährige zur Sportlerin des Jahres 2017 gewählt.[44]
- Am 2. März 2018 wurde Laura Dahlmeier zur Ehrenbürgerin von Garmisch-Partenkirchen ernannt.[45]
- Für den Gewinn der Goldmedaillen bei den Olympischen Winterspielen 2018 wurde sie am 7. Juni 2018 mit dem Silbernen Lorbeerblatt ausgezeichnet.[46]
- Bei der Wahl zur Sportlerin des Jahres wurde sie 2018 Dritte.
- Sie erhielt 2019 die Europamedaille der Bayerischen Staatsregierung.
- 2019 erhielt sie den Bayerischen Sportpreis in der Kategorie herausragende bayerische Sportkarriere.
- Am 9. November 2019 wurde sie beim Deutschen Sportpresseball in Frankfurt mit dem Pegasos-Preis als „Legende des Sports“ ausgezeichnet.
- 2021 Bayerischer Verdienstorden[47]

## Statistik Biathlon

### Weltcupsiege
| Nr. | Datum         | Ort                     | Disziplin   |
| --- | ------------- | ----------------------- | ----------- |
| 1.  | 7. Feb. 2015  | Nové Město na Moravě    | Sprint      |
| 2.  | 22. März 2015 | Chanty-Mansijsk         | Massenstart |
| 3.  | 12. Dez. 2015 | Hochfilzen              | Verfolgung  |
| 4.  | 19. Dez. 2015 | Pokljuka                | Verfolgung  |
| 5.  | 9. Jan. 2016  | Ruhpolding              | Verfolgung  |
| 6.  | 10. Jan. 2016 | Ruhpolding              | Massenstart |
| 7.  | 6. März 2016  | Oslo (WM)               | Verfolgung  |
| 8.  | 30. Nov. 2016 | Östersund               | Einzel      |
| 9.  | 9. Dez. 2016  | Pokljuka                | Sprint      |
| 10. | 10. Dez. 2016 | Pokljuka                | Verfolgung  |
| 11. | 19. Jan. 2017 | Antholz                 | Einzel      |
| 12. | 12. Feb. 2017 | Hochfilzen (WM)         | Verfolgung  |
| 13. | 15. Feb. 2017 | Hochfilzen (WM)         | Einzel      |
| 14. | 19. Feb. 2017 | Hochfilzen (WM)         | Massenstart |
| 15. | 2. März 2017  | Pyeongchang             | Sprint      |
| 16. | 4. März 2017  | Pyeongchang             | Verfolgung  |
| 17. | 11. März 2017 | Kontiolahti             | Verfolgung  |
| 18. | 16. Dez. 2017 | Annecy-Le Grand-Bornand | Verfolgung  |
| 19. | 20. Jan. 2018 | Antholz                 | Verfolgung  |
| 20. | 27. Jan. 2019 | Antholz                 | Massenstart |

| Nr. | Datum         | Ort                     | Disziplin       |
| --- | ------------- | ----------------------- | --------------- |
| 1.  | 10. März 2013 | Sotschi                 | Staffel 1       |
| 2.  | 12. Dez. 2013 | Annecy-Le Grand-Bornand | Staffel 2       |
| 3.  | 8. Jan. 2014  | Ruhpolding              | Staffel 3       |
| 4.  | 25. Jan. 2015 | Antholz                 | Staffel 4       |
| 5.  | 13. März 2015 | Kontiolahti (WM)        | Staffel 5       |
| 6.  | 11. Dez. 2016 | Pokljuka                | Staffel 6       |
| 7.  | 12. Jan. 2017 | Ruhpolding              | Staffel 7       |
| 8.  | 22. Jan. 2017 | Antholz                 | Staffel 6       |
| 9.  | 9. Feb. 2017  | Hochfilzen (WM)         | Mixed-Staffel 8 |
| 10. | 17. Feb. 2017 | Hochfilzen (WM)         | Staffel 6       |
| 11. | 10. Dez. 2017 | Hochfilzen              | Staffel 6       |
| 12. | 13. Jan. 2018 | Ruhpolding              | Staffel 9       |
| 13. | 8. Feb. 2019  | Canmore                 | Staffel 10      |

### Biathlon-Weltcup-Platzierungen
Die Tabelle zeigt alle Platzierungen (je nach Austragungsjahr einschließlich Olympische Spiele und Weltmeisterschaften).
- 1.–3. Platz: Anzahl der Podiumsplatzierungen
- Top 10: Anzahl der Platzierungen unter den ersten zehn (einschließlich Podium)
- Punkteränge: Anzahl der Platzierungen innerhalb der Punkteränge (einschließlich Podium und Top 10)
- Starts: Anzahl gelaufener Rennen in der jeweiligen Disziplin
- Staffel: inklusive Mixed- und Single-Mixed-Staffeln

| Platzierung         | Einzel | Sprint | Verfolgung | Massenstart | Staffel | Gesamt |
| ------------------- | ------ | ------ | ---------- | ----------- | ------- | ------ |
| 1. Platz            | 3      | 3      | 10         | 4           | 13      | 33     |
| 2. Platz            | 0      | 8      | 4          | 5           | 4       | 21     |
| 3. Platz            | 1      | 4      | 3          | 2           | 4       | 14     |
| Top 10              | 7      | 29     | 29         | 20          | 24      | 109    |
| Punkteränge         | 11     | 42     | 35         | 27          | 24      | 139    |
| Starts              | 12     | 42     | 36         | 27          | 24      | 141    |
| Stand: Karriereende |        |        |            |             |         |        |

| Saison  | Einzelrennen 1 | Platzierungen Einzelrennen | Platzierungen Einzelrennen | Platzierungen Einzelrennen | Staffelrennen 1 | Staffelrennen 1 | Platzierungen Staffelrennen | Platzierungen Staffelrennen | Gesamt-Weltcup 3 | Gesamt-Weltcup 3 |
| Saison  | Einzelrennen 1 | 1. – 2. – 3.               | Top Ten                    | Punkteränge                | Damen           | Mixed 2         | 1. – 2. – 3.                | Top Ten                     | Punkte           | Platz            |
| ------- | -------------- | -------------------------- | -------------------------- | -------------------------- | --------------- | --------------- | --------------------------- | --------------------------- | ---------------- | ---------------- |
| 2012/13 | 07 (26)        | 0 – 0 – 0                  | 05                         | 07                         | 02 (6)          | 0 (2)           | 1 – 0 – 0                   | 02                          | 220              | 35               |
| 2013/14 | 17 (22)        | 0 – 0 – 0                  | 05                         | 16                         | 03 (3)          | 0 (1)           | 2 – 1 – 0                   | 03                          | 410              | 15               |
| 2014/15 | 17 (25)        | 2 – 4 – 2                  | 15                         | 17                         | 04 (6)          | 0 (4)           | 2 – 0 – 1                   | 04                          | 725              | 08               |
| 2015/16 | 18 (25)        | 5 – 2 – 3                  | 14                         | 18                         | 02 (5)          | 0 (4)           | 0 – 1 – 1                   | 02                          | 786              | 06               |
| 2016/17 | 24 (26)        | 10 – 6 – 1                 | 23                         | 24                         | 04 (5)          | 03 (5)          | 5 – 1 – 1                   | 07                          | 1211             | 01               |
| 2017/18 | 19 (22)        | 2 – 3 – 2                  | 14                         | 18                         | 03 (4)          | 0 (4)           | 2 – 1 – 0                   | 03                          | 730              | 04               |
| 2018/19 | 15 (25)        | 1 – 2 – 2                  | 11                         | 15                         | 03 (5)          | 0 (6)           | 1 – 0 – 1                   | 03                          | 554              | 012              |
| Gesamt  | 117 (171)      | 20 – 17 – 10               | 87                         | 115                        | 21 (34)         | 3 (22)          | 13 – 4 – 4                  | 024                         |                  |                  |

Stand: Saisonende 2018/19
→ Ergänzende Informationen: Punkteverteilung / Streichergebnisse im Biathlon-Weltcup

### Olympische Winterspiele
|                                          | Einzelwettbewerbe | Einzelwettbewerbe | Einzelwettbewerbe | Einzelwettbewerbe | Staffelwettbewerbe | Staffelwettbewerbe |
| Sprint                                   | Verfolgung        | Einzel            | Massenstart       | Damenstaffel      | Mixed-Staffel      |                    |
| ---------------------------------------- | ----------------- | ----------------- | ----------------- | ----------------- | ------------------ | ------------------ |
| Olympische Winterspiele 2014 Sotschi     | 46.               | 30.               | 13.               | –                 | 11.                | DSQ 1              |
| Olympische Winterspiele 2018 Pyeongchang | 1.                | 1.                | 3.                | 16.               | 8.                 | 4.                 |

### Weltmeisterschaften
|                                               | Einzelwettbewerbe | Einzelwettbewerbe | Einzelwettbewerbe | Einzelwettbewerbe | Staffelwettbewerbe | Staffelwettbewerbe |
| Sprint                                        | Verfolgung        | Einzel            | Massenstart       | Damenstaffel      | Mixed-Staffel      |                    |
| --------------------------------------------- | ----------------- | ----------------- | ----------------- | ----------------- | ------------------ | ------------------ |
| Weltmeisterschaften 2013 Nové Město na Moravě | –                 | –                 | –                 | –                 | 5.                 | –                  |
| Weltmeisterschaften 2015 Kontiolahti          | 4.                | 2.                | 6.                | 7.                | 1.                 | –                  |
| Weltmeisterschaften 2016 Oslo                 | 3.                | 1.                | 3.                | 2.                | 3.                 | –                  |
| Weltmeisterschaften 2017 Hochfilzen           | 2.                | 1.                | 1.                | 1.                | 1.                 | 1.                 |
| Weltmeisterschaften 2019 Östersund            | 3.                | 3.                | 4.                | 6.                | 4.                 | –                  |

### Schießergebnisse
Zur Auswertung der Schießergebnisse wurden alle IBU-Weltcup-Rennen herangezogen. Das Schießen aus den Staffelrennen ging dabei ebenfalls mit ein.
| Schießergebnisse           | Liegendschießen | Liegendschießen | Stehendschießen | Stehendschießen | Gesamt      | Gesamt |
| -------------------------- | --------------- | --------------- | --------------- | --------------- | ----------- | ------ |
| Saison 2012/13             | 60 / 65         | 92 %            | 57 / 65         | 88 %            | 117 / 130   | 90 %   |
| Saison 2013/14             | 173 / 190       | 91 %            | 173 / 191       | 91 %            | 346 / 381   | 91 %   |
| Saison 2014/15             | 144 / 156       | 92 %            | 146 / 157       | 93 %            | 290 / 313   | 93 %   |
| Saison 2015/16             | 147 / 160       | 92 %            | 147 / 161       | 91 %            | 294 / 321   | 92 %   |
| Saison 2016/17             | 222 / 248       | 90 %            | 222 / 253       | 88 %            | 444 / 501   | 89 %   |
| Saison 2017/18             | 149 / 167       | 89 %            | 151 / 168       | 90 %            | 300 / 335   | 90 %   |
| Saison 2018/19             | 127 / 145       | 88 %            | 124 / 143       | 87 %            | 251 / 288   | 87 %   |
| Gesamt                     | 1022 / 1131     | 90 %            | 1020 / 1138     | 90 %            | 2042 / 2269 | 90 %   |
| Stand: Nach Saison 2018/19 |                 |                 |                 |                 |             |        |

## Statistik Berglauf
| Datum         | Austragungsort       | Wettkampf                       | Platzierung | Zeit    | Höhenmeter |
| ------------- | -------------------- | ------------------------------- | ----------- | ------- | ---------- |
| 29. Okt. 2017 | Grainau – Eibsee     | Eibseelauf 12,2 km              | 1.          | 0:53:27 | 370        |
| 16. Juni 2018 | Leutasch – Grainau   | Zugspitz Ultratrail 63,5 km     | 3.          | 7:55:21 | 2.984      |
| 15. Juni 2019 | Mittenwald – Grainau | Zugspitz Ultratrail 39 km       | 1.          | 4:15:38 | 2.005      |
| 31. Aug. 2019 | Scharnitz – Pertisau | Karwendelmarsch 52 km           | 1.          | 4:51:03 | 2.281      |
| 16. Nov. 2019 | Villa La Angostura   | Berglauf-WM Langdistanz 41,5 km | 27.         | 4:20:47 | 2.184      |

## Publikationen
- Laura Dahlmeier, Christian Linker, mit Illustrationen von Andreas Welter: Die Klimagang : Laura Dahlmeier und Freunde im Einsatz für die Natur. Boje Verlag, Köln 2019, ISBN 978-3-4148-2560-5, 68 S., 24 cm.
- Laura Dahlmeier, Franziska Kučera: Wenn ich was mach, mach ich’s gscheid. Riva Verlag, München 2023, ISBN 978-3-7423-2176-3.